# Pterolophia basilana
Pterolophia basilana là một loài bọ cánh cứng trong họ Cerambycidae.